# محطة تحويل تيار الجهد العالي المستمر

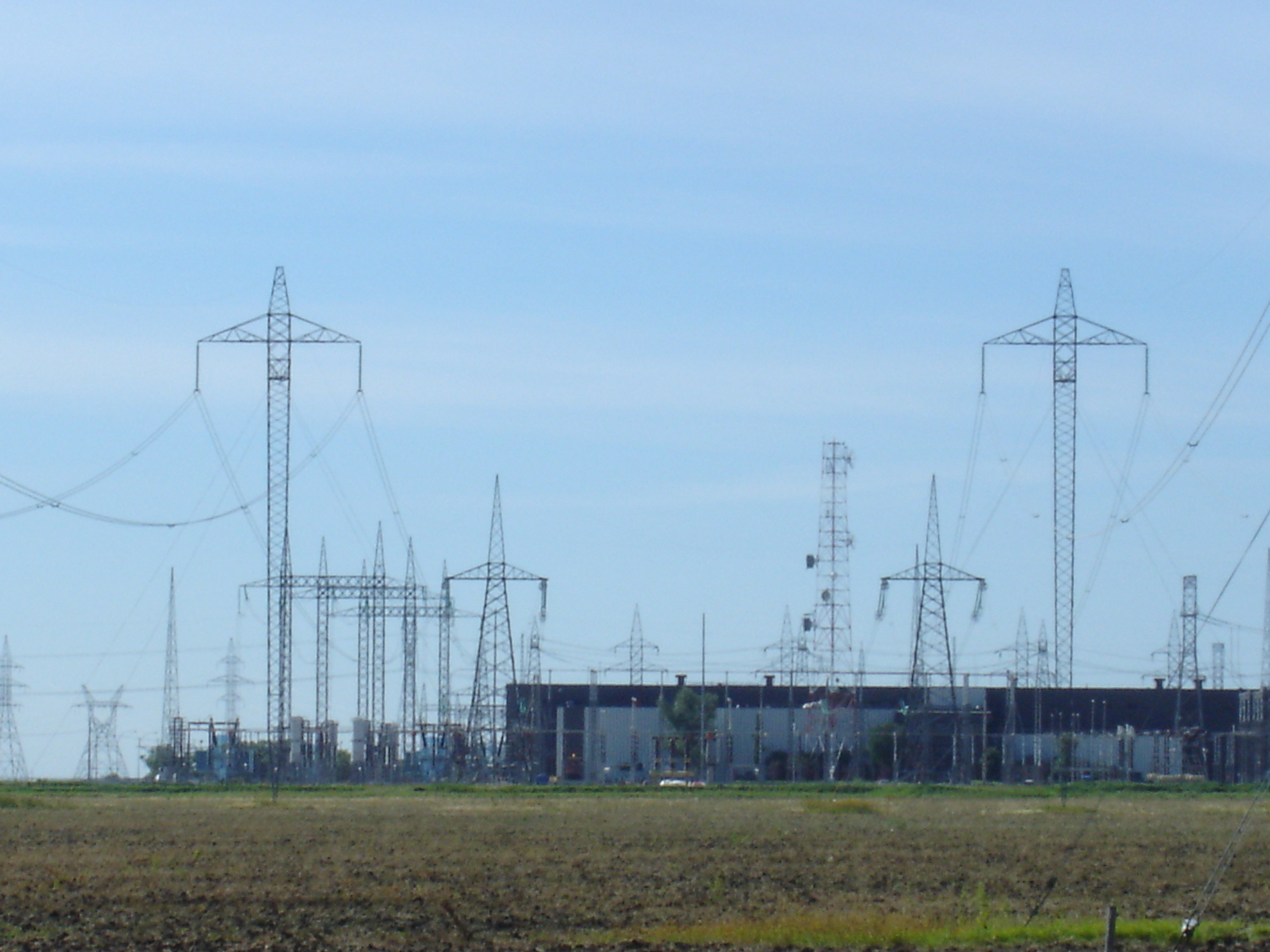

محطة تحويل تيار الجهد العالي المستمر (أو محطة تحويل) هي نوع متخصص من المحطات الفرعية التي تشكل جهازًا طرفيًا لخط نقل تيار الجهد العالي المستمر. تحول المحطة التيار المستمر إلى تيار متردد، أو بالعكس. بالإضافة إلى المحول، تحتوي المحطة عادة على:
- مجموعة مفاتيح التيار المتناوب ثلاثية الطور
- محولات
- مواسعات أو مكثفات متزامنة للحمل المفاعلي
- مرشحات للإخماد التوافقي
- مجموعة مفاتيح التيار المستمر

## المكونات

### المحول
عادة ما يتم تنصيب المحول في مبنى يطلق عليه اسم قاعة الصمام. استخدمت أولى أنظمة تيار الجهد العالي المستمر صمامات الزئبق القوسية، لكن، ومنذ منتصف سبعينيات القرن العشرين، بدأ استخدام أجهزة الحالة الصلبة كالثايرستورات. تُعرف المحولات التي تستخدم الثايرستورات أو صمامات الزئبق باسم المحولات المبدلة الخطية. في المحولات التي تعتمد على الثايرستور، يتم توصيل العديد من الثايرستورات على التسلسل لتشكيل صمام الثايرستور، ويتكون المحول عادة من ستة أو اثني عشر صمامًا من الثايرستور. عادة ما يتم تجميع صمامات الثايرستور بشكل ثنائي أو رباعي، ويمكن أن تكون هذه الصمامات مثبتة على عوازل على سطح الأرض، أو معلقة على عوازل متدلية من السقف.
تتطلب المحولات المبدلة الخطية جهدًا كهربيًا من شبكة التيار المتردد من أجل توحيد اتجاه التيار، بدأ استخدام محولات مصدر الفولتية، منذ أواخر تسعينيات القرن العشرين، في تيار الجهد العالي المستمر. تستخدم محولات مصدر الفولتية الترانزستورات ثنائية القطب ذات البوابة المعزولة بدلًا من الثايرستورات، إذ يمكن أن يوفر هذا النوع من الترانزستورات الطاقةَ لنظام التيار المتردد المثبط طاقيًا.
من الممكن القول بأن جميع المحولات المستخدمة في تيار الجهد العالي المستمر قادرة بطبيعتها على العمل بظروف تحول الطاقة في الاتجاهين (من مستمر لمتناوب وبالعكس). يُطلق على عملية تحويل الطاقة الكهربائية من التيار المتردد إلى التيار المستمر اسم التقويم، بينما يُطلق على عملية تحويل الطاقة الكهربائية من التيار المستمر إلى التيار المتردد اسم العكس الكهربائي.